# SNIP1
SNIP1 (англ. Smad nuclear interacting protein 1) – білок, який кодується однойменним геном, розташованим у людей на короткому плечі 1-ї хромосоми.  Довжина поліпептидного ланцюга білка становить 396 амінокислот, а молекулярна маса — 45 778.
| 10         |  | 20         |  | 30         |  | 40         |  | 50         |
| ---------- |  | ---------- |  | ---------- |  | ---------- |  | ---------- |
| MKAVKSERER |  | GSRRRHRDGD |  | VVLPAGVVVK |  | QERLSPEVAP |  | PAHRRPDHSG |
| GSPSPPTSEP |  | ARSGHRGNRA |  | RGVSRSPPKK |  | KNKASGRRSK |  | SPRSKRNRSP |
| HHSTVKVKQE |  | REDHPRRGRE |  | DRQHREPSEQ |  | EHRRARNSDR |  | DRHRGHSHQR |
| RTSNERPGSG |  | QGQGRDRDTQ |  | NLQAQEEERE |  | FYNARRREHR |  | QRNDVGGGGS |
| ESQELVPRPG |  | GNNKEKEVPA |  | KEKPSFELSG |  | ALLEDTNTFR |  | GVVIKYSEPP |
| EARIPKKRWR |  | LYPFKNDEVL |  | PVMYIHRQSA |  | YLLGRHRRIA |  | DIPIDHPSCS |
| KQHAVFQYRL |  | VEYTRADGTV |  | GRRVKPYIID |  | LGSGNGTFLN |  | NKRIEPQRYY |
| ELKEKDVLKF |  | GFSSREYVLL |  | HESSDTSEID |  | RKDDEDEEEE |  | EEVSDS     |

A: Аланін

C: Цистеїн

D: Аспарагінова кислота

E: Глутамінова кислота

F: Фенілаланін

G: Гліцин

H: Гістидин

I: Ізолейцин

K: Лізин

L: Лейцин

M: Метіонін

N: Аспарагін

P: Пролін

Q: Глутамін

R: Аргінін

S: Серин

T: Треонін

V: Валін

W: Триптофан

Кодований геном білок за функцією належить до фосфопротеїнів. 
Задіяний у такому біологічному процесі як РНК-залежне заглушення генів. 
Локалізований у ядрі.